# Margherita di Navarra (duchessa di Lorena)
Margherita di Navarra (Margarita  in spagnolo, in asturiano e in basco, Margarida in galiziano, in portoghese  in catalano, Margalida in aragonese, Marguerite in francese, Margarethe in fiammingo, Margaret in inglese Margaretha in tedesco; 1240 – 3 ottobre 1306) principessa di Champagne e di Navarra, fu una duchessa consorte di Lorena.

## Origine
Secondo la HISTOIRE ECCLESIASTIQUE ET CIVILE DE LORRAINE, QUI COMPREND CE QUI ..., Volume 2, Margherita era figlia di Tebaldo il Saggio, conte di Champagne (Tebaldo IV di Champagne) e Re di Navarra (Tebaldo I di Navarra) e della sua terza moglie, Margherita, principessa della casa di Borbone († 1256), figlia secondogenita del signore di Borbone, Arcimbaldo VIII, e di Guigone de Forez.
Tebaldo il Saggio era l'unico figlio maschio del conte di Champagne, Tebaldo III e di Bianca di Navarra, che era figlia del re di Navarra Sancho VI il Saggio e Sancha di Castiglia, figlia del re di León e Castiglia, Alfonso VII e di Berenguela di Barcellona, figlia del conte di Barcellona, Raimondo Berengario III e quindi sorella del principe d'Aragona e conte di Barcellona Raimondo Berengario IV.

## Biografia
Il 6 giugno 1249, dai rispettivi genitori, fu siglato il contratto di matrimonio tra Margherita e Federico, l'erede del ducato di Lorena, che di anni ne aveva undici.
Due anni dopo Federico divenne duca di Lorena; infatti secondo le Obits mémorables tirés de nécrologes luxembourgeois, rémois et messins (non consultate), il padre di Federico, il Duca di Lorena, Mattia II, morì il 9 febbraio 1251 e Federico gli succedette in quanto unico figlio maschio, sotto tutela della madre, Caterina di Limburgo.

Il 10 luglio 1255, venne celebrato il matrimonio tra Margherita e Federico, che, secondo il Le Mercier de Morière (1893) (non consultato), era il figlio maschio del Duca di Lorena, Mattia II e della moglie, Caterina di Limburgo († 1255), che secondo la Chronica Albrici Monachi Trium Fontium, era figlia del Duca di Limburgo e Conte di Arlon, Valerano III, e della contessa di Lussemburgo, Ermesinda.
Secondo lo storico, Georges Poull, nel suo libro La Maison ducale de Lorraine (1994) (non consultato), subito dopo il matrimonio, Margherita rinunciò ad ogni diritto alla successione sulla contea di Champagne, a favore del fratello Tebaldo, che, due anni prima, nel 1253, aveva ereditato la contea (Tebaldo V) assieme al regno di Navarra (Tebaldo II),e nel 1273, rinnovò la medesima dichiarazione di rinuncia al diritto di successione sulla contea di Champagne, a favore del fratello Enrico il Grosso, che, nel 1270, era subentrato al fratello Tebaldo sia nella contea (Enrico III), che nel regno di Navarra (Enrico I).
Margherita, nel 1297, fondò il convento delle clarisse, a Neufchâteau ed in quello stesso anno, secondo la HISTOIRE ECCLESIASTIQUE ET CIVILE DE LORRAINE, QUI COMPREND CE QUI ..., Volume 2, suo marito, Federico III, fece testamento, ricordando sia la moglie che diversi figli, tra cui Teobaldo (Thibaut me fils), come suo successore .
Margherita morì nel 1306, quattro anni dopo il marito, Federico III, e fu tumulata nella chiesa di Lacroix-sur-Meuse, Nancy.

## Figli
Margherita al marito, Federico diede otto figli:
- Tebaldo (1263-13 maggio 1312), Duca di Lorena[11] (Tebaldo II);
- Mattia († affogato nel 1282), signore di Beauregard (Maheu mon fils qui tint Belreïwart)[11]. Sposò, nel giugno 1278, Alice di Bar, figlia del conte di Bar, Tebaldo II. Ambedue, dopo il matrimonio rinunciarono ad avere delle pretese, rispettivamente sul ducato dell'Alta Lorena e sulla contea di Bar;
- Federico († assassinato il 4 giugno 1299), vescovo prima di Auxerre (1286) e poi di Orléans, nel 1297, come dalla Histoire généalogique de la maison de Harcourt[14]; fu ucciso da un soldato la cui figlia era stata sedotta da lui;
- Federico , detto di Plombières († tra l'8 giugno 1317 ed il 20 ottobre 1318), signore di Plombières, Romont e Brémoncourt (Ferri mon fils de Plommieres)[11], che sposò, in prime nozze: Margherita di Blamont, e, in seconde, Isabella di Pulligny. Dalla prima moglie ebbe tre figli:
  - Giacomo († dopo il 1321), signore di Brémoncourt,
  - Gerardo, forse Gerardo di Brémoncourt, abate a Beaupré,
  - Elisa († dopo il 1320), che sposò Gualtiero di Vic-sur-Seille;
- Isabella (mon anée fille Isabéez[11] 1272-11 maggio 1335),  consorte dell'erede ai titoli di Duca della Baviera Superiore e di Conte Palatino del Reno, dopo aver sposato, nel gennaio 1288, Ludovico (1267- morto durante un torneo, nel 1290), figlio del duca ed elettore, Ludovico II del Palatinato; nel febbraio del 1306, sposò in seconde nozze, il conte di Vaudemont, Enrico III[14] († ca. 1347);
- Caterina  († dopo il 13 marzo 1316), signora di Romont, sposata nel 1290 con Corrado III di Friburgo († 1350), conte de Friburgo in Brisgovia, come da Annales Colmarienses Maiores[15];
- Agnese († prima del 1275), sposata con Jean II d'Harcourt[14] († 1302);
- Maddalena, sposata con Eberardo I, Conte di Württemberg[14] († 1325).

## Ascendenza
|                                 |                     |                            | Genitori                         |  |  | Nonni |  |  | Bisnonni              |  |  | Trisnonni               |  |
|                                 |                     |                            |                                  |  |  |       |  |  | Enrico I di Champagne |  |  | Tebaldo II di Champagne |  |
|                                 |                     |                            |                                  |  |  |       |  |  | Enrico I di Champagne |  |  | Tebaldo II di Champagne |  |
|                                 |                     | Matilde di Carinzia        |                                  |  |  |       |  |  | Enrico I di Champagne |  |  |                         |  |
| Tebaldo III di Champagne        |                     |                            |                                  |  |  |       |  |  | Enrico I di Champagne |  |  |                         |  |
|                                 |                     | Maria di Francia           | Luigi VII di Francia             |  |  |       |  |  |                       |  |  |                         |  |
|                                 |                     | Maria di Francia           | Luigi VII di Francia             |  |  |       |  |  |                       |  |  |                         |  |
|                                 |                     | Maria di Francia           | Eleonora d'Aquitania             |  |  |       |  |  |                       |  |  |                         |  |
| Tebaldo I di Navarra            |                     | Maria di Francia           |                                  |  |  |       |  |  |                       |  |  |                         |  |
|                                 |                     | Sancho VI di Navarra       | García IV Ramírez di Navarra     |  |  |       |  |  |                       |  |  |                         |  |
|                                 |                     | Sancho VI di Navarra       | García IV Ramírez di Navarra     |  |  |       |  |  |                       |  |  |                         |  |
|                                 |                     | Sancho VI di Navarra       | Margherita de l'Aigle            |  |  |       |  |  |                       |  |  |                         |  |
| Bianca di Navarra               |                     | Sancho VI di Navarra       |                                  |  |  |       |  |  |                       |  |  |                         |  |
|                                 |                     | Sancha di León e Castiglia | Alfonso VII di León              |  |  |       |  |  |                       |  |  |                         |  |
|                                 |                     | Sancha di León e Castiglia | Alfonso VII di León              |  |  |       |  |  |                       |  |  |                         |  |
|                                 |                     | Sancha di León e Castiglia | Berengaria di Barcellona         |  |  |       |  |  |                       |  |  |                         |  |
| Margherita di Navarra           |                     | Sancha di León e Castiglia |                                  |  |  |       |  |  |                       |  |  |                         |  |
|                                 | Guy II di Dampierre | Guglielmo I di Dampierre   |                                  |  |  |       |  |  |                       |  |  |                         |  |
|                                 | Guy II di Dampierre | Guglielmo I di Dampierre   |                                  |  |  |       |  |  |                       |  |  |                         |  |
|                                 | Guy II di Dampierre | Ermengarda di Toucy        |                                  |  |  |       |  |  |                       |  |  |                         |  |
| Arcimbaldo VIII di Borbone      | Guy II di Dampierre |                            |                                  |  |  |       |  |  |                       |  |  |                         |  |
|                                 |                     | Matilde I di Borbone       | Arcimbaldo di Borbone il Giovane |  |  |       |  |  |                       |  |  |                         |  |
|                                 |                     | Matilde I di Borbone       | Arcimbaldo di Borbone il Giovane |  |  |       |  |  |                       |  |  |                         |  |
|                                 |                     | Matilde I di Borbone       | Alice di Borgogna                |  |  |       |  |  |                       |  |  |                         |  |
| Margherita di Borbone-Dampierre |                     | Matilde I di Borbone       |                                  |  |  |       |  |  |                       |  |  |                         |  |
|                                 |                     | Arcimbaldo di Montlucon    | …                                |  |  |       |  |  |                       |  |  |                         |  |
|                                 |                     | Arcimbaldo di Montlucon    | …                                |  |  |       |  |  |                       |  |  |                         |  |
|                                 |                     | Arcimbaldo di Montlucon    | …                                |  |  |       |  |  |                       |  |  |                         |  |
| Beatrice di Montluçon           |                     | Arcimbaldo di Montlucon    |                                  |  |  |       |  |  |                       |  |  |                         |  |
|                                 |                     | …                          | …                                |  |  |       |  |  |                       |  |  |                         |  |
|                                 |                     | …                          | …                                |  |  |       |  |  |                       |  |  |                         |  |
|                                 |                     | …                          | …                                |  |  |       |  |  |                       |  |  |                         |  |
|                                 |                     | …                          |                                  |  |  |       |  |  |                       |  |  |                         |  |

### Fonti primarie
- (LA)  Monumenta Germaniae Historica, Scriptores, tomus XVII.
- (LA)  Monumenta Germaniae Historica, Scriptores, tomus XXIII.

### Letteratura storiografica
- (FR)  HISTOIRE ECCLESIASTIQUE ET CIVILE DE LORRAINE, QUI COMPREND CE QUI ..., Volume 2.
- (FR)  Histoire généalogique de la maison de Harcourt, Volume III.